# Batalha de Marton
A Batalha de Marton, ou Meretum, aconteceu possivelmente em 22 de março de 871 em um lugar chamado de "Marton", provavelmente em Wiltshire ou Dorset, no sul da Inglaterra. De acordo com as Crônica Anglo-Saxônica, a batalha aconteceu "cerca de dois meses" antes da Batalha de Basing, onde ambos os lados sofreram pesadas baixas. O rei Etelredo de Wessex e o príncipe Alfredo lutaram contra os vikings, que possivelmente eram liderados pelo líder Haldano, que havia comandado várias batalhas. As Crônicas afirmam que os vikings tiveram suas forças divididas e inicialmente foram obrigados a recuar, mas ao final do dia os dinamarqueses infligiram uma grande derrota a Wessex. Entre as perdas do lado inglês estava o bispo Heahmund.
Foi uma das últimas batalhas travadas entre o rei Etelredo de Wessex e os dinamarqueses, com o rei inglês morrendo menos de um mês depois (a 15 de abril). Se ele morreu como um consequência da batalha ou de causas naturais ainda é incerto.
O local onde a batalha aconteceu não é sabido exatamente. É sugerido que tenha acontecido perto de Merton (Londres), ou Merton (Oxfordshire), ou no Castelo de Merdon (Hursley, próximo de Winchester) em Hampshire, ou Marden ou Marten, em Wiltshire, ou Martin em Dorset. A maioria dos historiadores concordam que a batalha parece ter acontecido mesmo na parte mais a oeste na região sul da Inglaterra, já que o rei Etelredo foi enterrado no Ministério de Minster, em Dorset.